# برنهارد وولف
برنهارد وولف (بالألمانية: Bernhard Wolf)‏ هو فنان نمساوي، ولد في 1965 في كلاغنفورت في النمسا.